# George Lawrence Stone
George Lawrence Stone (* 1886; † 19. November 1967) war ein US-amerikanischer Schlagzeuger und Schlagzeuglehrer. Er war der Sohn von George Burt Stone, ebenfalls einem Schlagzeuger. Erste Kontakte zur Musik erhielt er durch ihn aber auch durch die Arbeiten in der Instrumentenfabrik seines Vaters. Als dieser starb, übernahm er die Firma und wurde Leiter der Stone Drum and Xylophone School in Boston.
George Lawrence studierte zusammen mit Harry A. Bowers und Frank E. Dodge und lernte bei Oscar Schwar vom Philadelphia Orchestra. Außerdem erlernte er Musiktheorie am New England Conservatory of Music. 1910 wurde er Xylophonspieler am Keith Vaudeville Circuit.
Stone war eines der Gründungsmitglieder der 1933 gegründeten National Association of Rudimental Drummers (NARD), in der er 15 Jahre den Vorsitz hatte.
Er ist außerdem Autor der Bücher Stick Control for the Snare Drummer (1935) und Accents and Rebounds for the Snare Drummer (1961).
Unter seinen Schülern befanden sich einflussreiche Schlagzeuger wie Joe Morello, Gene Krupa, Lionel Hampton und Vic Firth.